# Lignes d'autobus express en Île-de-France
La dénomination express des lignes d'autobus d'Île-de-France concerne les lignes circulant sur de longues distances tous les jours, sauf exception. Ce sont généralement des bus à haut niveau de service, mis en place par Île-de-France Mobilités et exploités par des sociétés comme Transdev, Keolis, STILE (RATP Cap Île-de-France), Albatrans (ex-Trans'Essonne) et Hourtoule. Le réseau relie les principales agglomérations de la grande couronne ainsi que les aéroports.
Depuis le 22 mars 2017, le Syndicat des transports d'Île-de-France, devenu Île-de-France Mobilités, fait une distinction entre les lignes à la dénomination Mobilien et Express. Le Grand Paris des Bus voté en partie le 22 mars 2017 par le STIF prévoit de renforcer et de créer de nouvelles lignes Express d'ici à 2020.

## Historique
À la suite de la mise en service de l’autoroute A14 entre Orgeval (Yvelines) et La Défense (Hauts-de-Seine) en 1996, la compagnie des transports collectifs de l'ouest parisien (CTCOP), filiale de Keolis et de Transdev (Veolia Transport à l'époque), a été créée en 1997 pour exploiter une liaison directe par autocar entre Mantes-la-Jolie et le terminal Jules Verne de La Défense, dont la CTCOP est le gestionnaire.
Depuis sa création, le réseau connaît une fréquentation de plus en plus importante. Ce succès est dû au manque de liaison ferroviaire directe entre Mantes-la-Jolie et La Défense. Pour répondre à une demande grandissante, la CTCOP a étoffé son offre de transport en exploitant un plus grand nombre d’autocars, en augmentant les fréquences de passage et en desservant un plus grand nombre d’arrêts à Mantes-la-Jolie.
En octobre 2005, le réseau s’est développé avec l’ouverture de deux nouvelles liaisons express au départ de La Défense et à destination des Mureaux et de Verneuil-sur-Seine.
Depuis 2009, dans le cadre de la création du réseau de bus régional structurant Mobilien, Île-de-France Mobilités met en service de nouvelles lignes d'autobus/autocar destinées à faciliter les liaisons de pôle à pôle et de rocade, principalement en grande couronne.
Depuis novembre 2009, des bornes Wi-Fi sont installées à bord des cars afin de permettre aux passagers d'accéder gratuitement à Internet et à un portail créé par Veolia Transport, via leur ordinateur portable ou leur téléphone mobile.
Depuis le 2 janvier 2012, les lignes Express, empruntant l'autoroute A14, des Mureaux et de Verneuil-sur-Seine sont exploitées par RATP Dev puis RATP Cap Île-de-France dès 2021 (avec sa filiale spécialisée STILE), une filiale du Groupe RATP, dans le cadre d'une délégation de service public (DSP) mise en place par le Île-de-France Mobilités (ex-STIF).
Depuis le 22 mars 2017, le Syndicat des transports d'Île-de-France, devenu Île-de-France Mobilités, fait une distinction entre les lignes de bus Mobilien et Express. Le Grand Paris des Bus voté en partie le 22 mars 2017 par le STIF prévoit de renforcer et de créer de nouvelles lignes Express.
Ces lignes sont présentées ci-après dans l'ordre chronologique de leur mise en service effective et dans l'ordre alphabétique pour les lignes mises en service à la même date :
- Yerres - Rungis par l'aéroport d'Orly et le Silic, en service depuis le 15 mai 2009 jusqu'à Montgeron et depuis le 1er avril 2012 jusqu'à Yerres ;
- Chelles - Roissy par Clichy/Montfermeil, en service depuis le 1er novembre 2009 ;
- Torcy - Créteil, en service depuis le 1er janvier 2010 ;
- Les Mureaux - Saint-Quentin-en-Yvelines par Plaisir-Grignon, en service depuis le 1er septembre 2010 ;
- Persan - Roissy CDG, en service depuis le 1er septembre 2010.

En parallèle du renforcement de quinze lignes Express existantes, le STIF a annoncé en 2017 la création de lignes Express entre Paris-Saclay et Etampes - Arpajon (Essonne), Rambouillet et Saint-Rémy-les-Chevreuse (Yvelines), Montereau - Provins et Bray-sur-Seine - La Ferté-sous-Jouarre (Seine-et-Marne) ainsi qu'entre Cergy et Argenteuil / Ermont (Val-d'Oise).
Depuis 2021 et l'ouverture à la concurrence des réseaux d'autobus en Île-de-France, ces lignes sont progressivement intégrées aux nouveaux contrats : ainsi, depuis août 2021, la ligne entre Les Mureaux et Saint-Quentin-en-Yvelines est intégrée au réseau de bus de Poissy - Les Mureaux. Le 1er août 2022, c'est au tour de la ligne 191.100 Yerres-Rungis d'être intégrée au réseau de bus Val d'Yerres Val de Seine pour les mêmes raisons.
En date du 1er août 2021, les lignes Express A14 des Mureaux et de Verneuil intègrent le réseau de bus de Poissy - Les Mureaux exploité par Keolis Seine et Oise Est, et celles de Bonnières-sur-Seine et de Mantes-la-Jolie le réseau de bus du Mantois exploité par RD Mantois, en raison de l'ouverture à la concurrence de ceux-ci. Le 1er août 2022, l'Express A14 de Chambourcy intègre le réseau de bus Saint-Germain Boucles de Seine exploité par Transdev Boucle des Lys.
Dans les années à venir, le prolongement à l'ouest du RER E au-delà de la gare d'Haussmann - Saint-Lazare, via La Défense et jusqu’à Mantes-la-Jolie permettra de remédier au manque d’infrastructure ferroviaire auquel se substitue actuellement le réseau de bus Express A14.
Le 1er janvier 2024, l'Express 80 rejoint le réseau de bus Île-de-France Ouest, l'Express 100 Persan rejoint le réseau de bus Haut Val-d'Oise et l'Express 100 Torcy-Créteil rejoint le réseau de bus Marne et Seine.

## Galerie de photographies

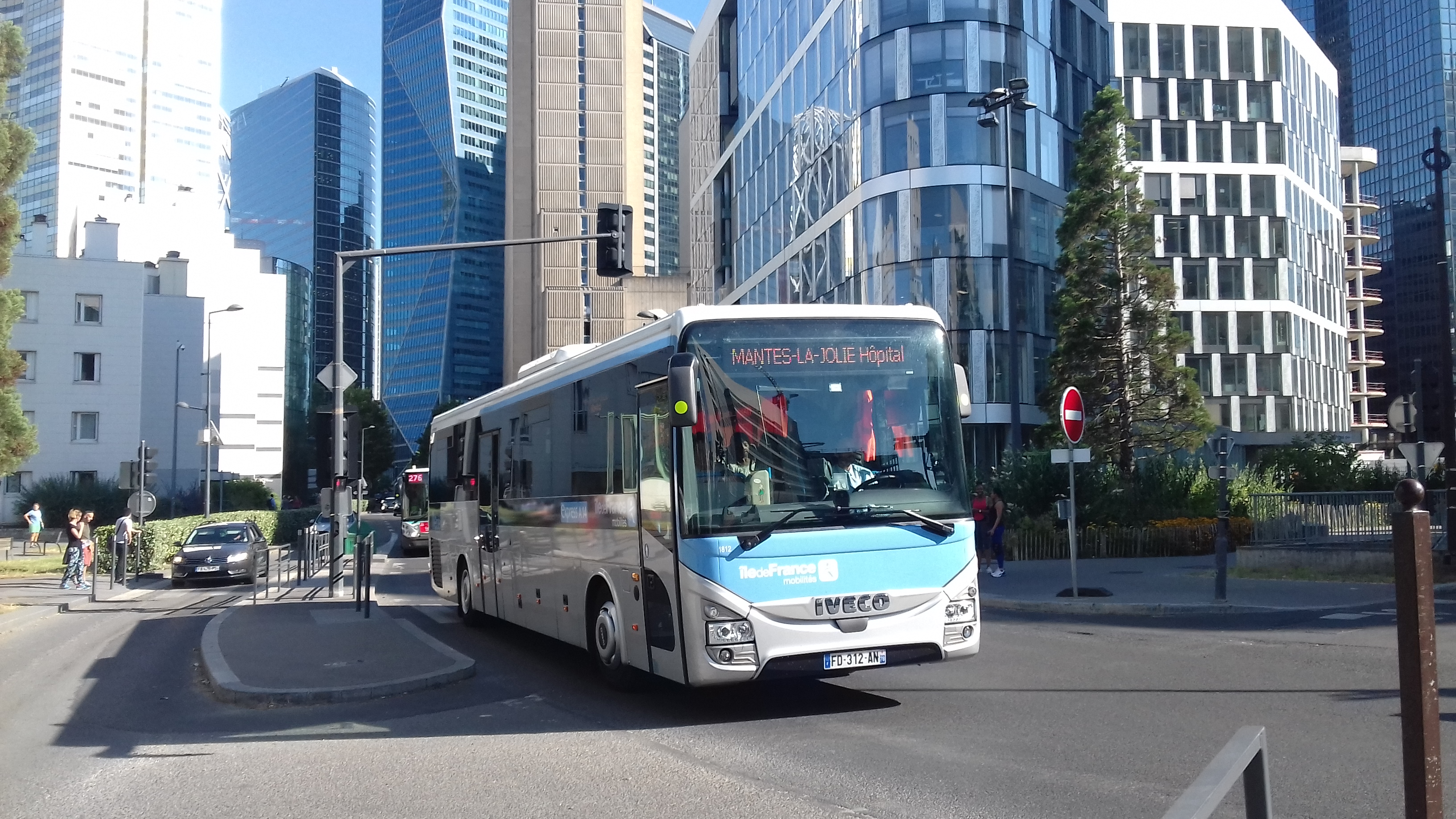
Un autocar Keolis Delion Iveco Crossway Line n°1812 des lignes Express A14 à Courbevoie.
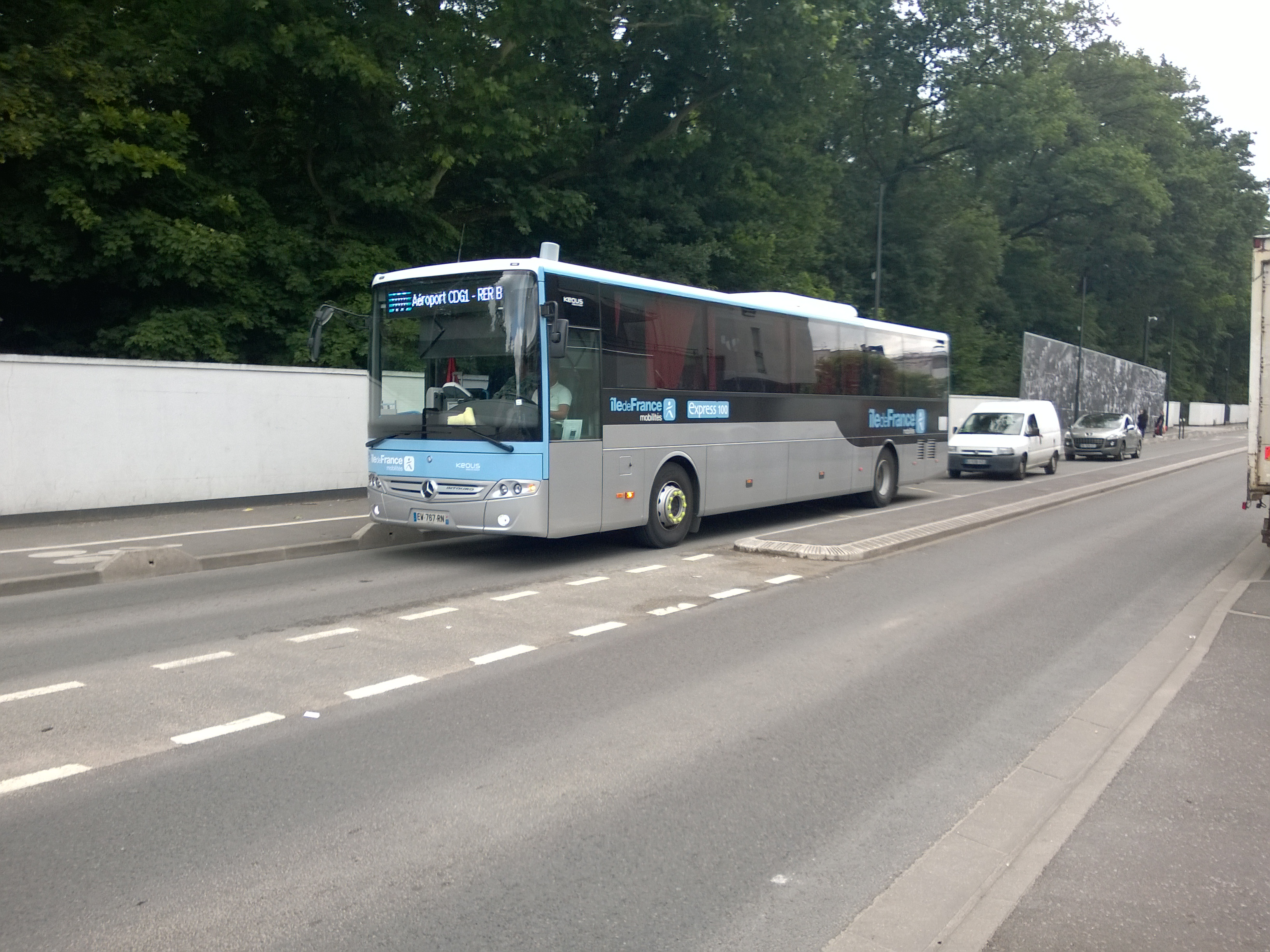
Un autocar Mercedes-Benz Intouro de la ligne Express 100 Chelles.
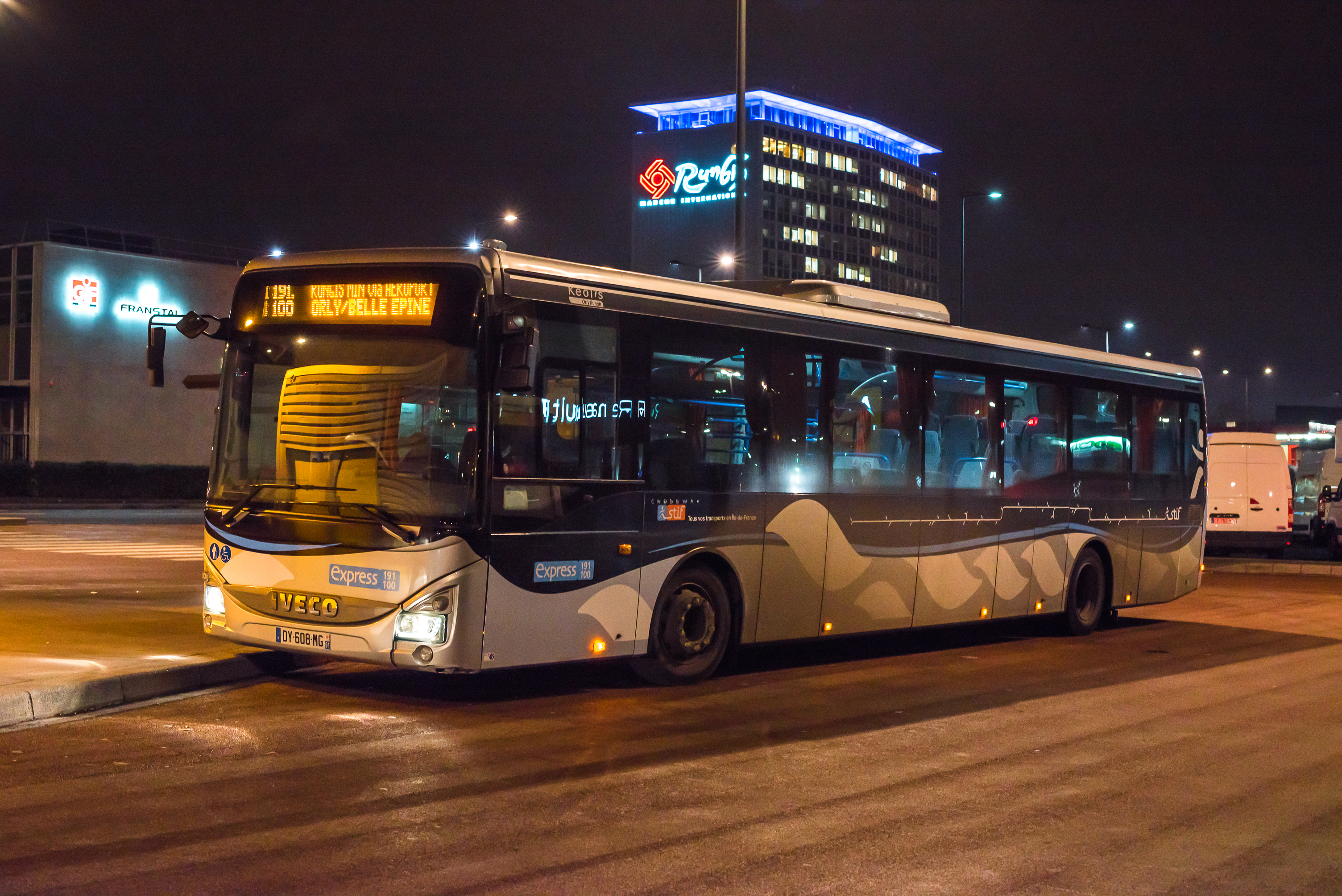
Un autocar Iveco Crossway LE 254 de la compagnie Keolis de la ligne Express 191.100 à Chevilly-Larue.
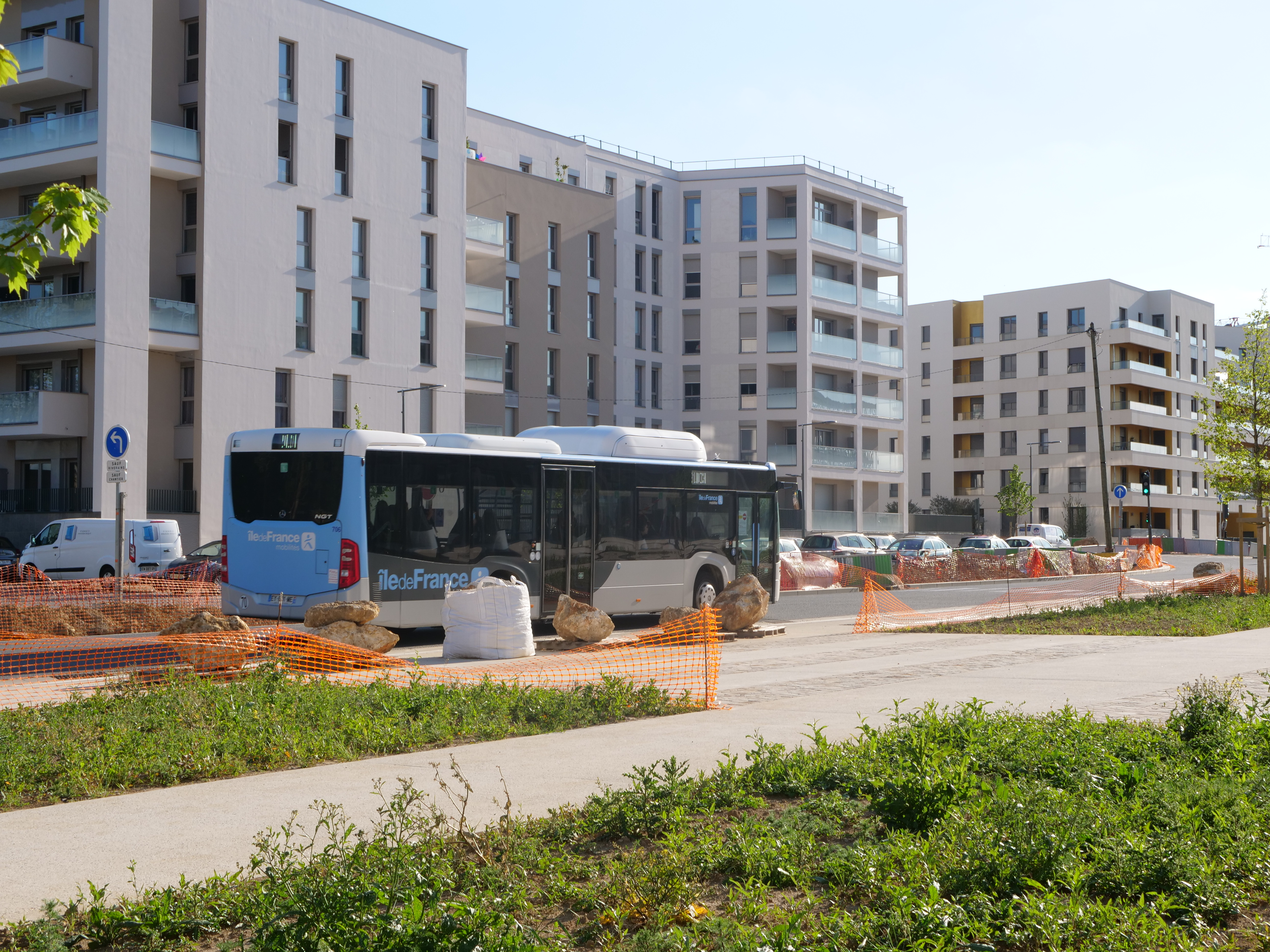
Un autocar Mercedes-Benz Citaro de la ligne Express 91.06 à Paris-Saclay.
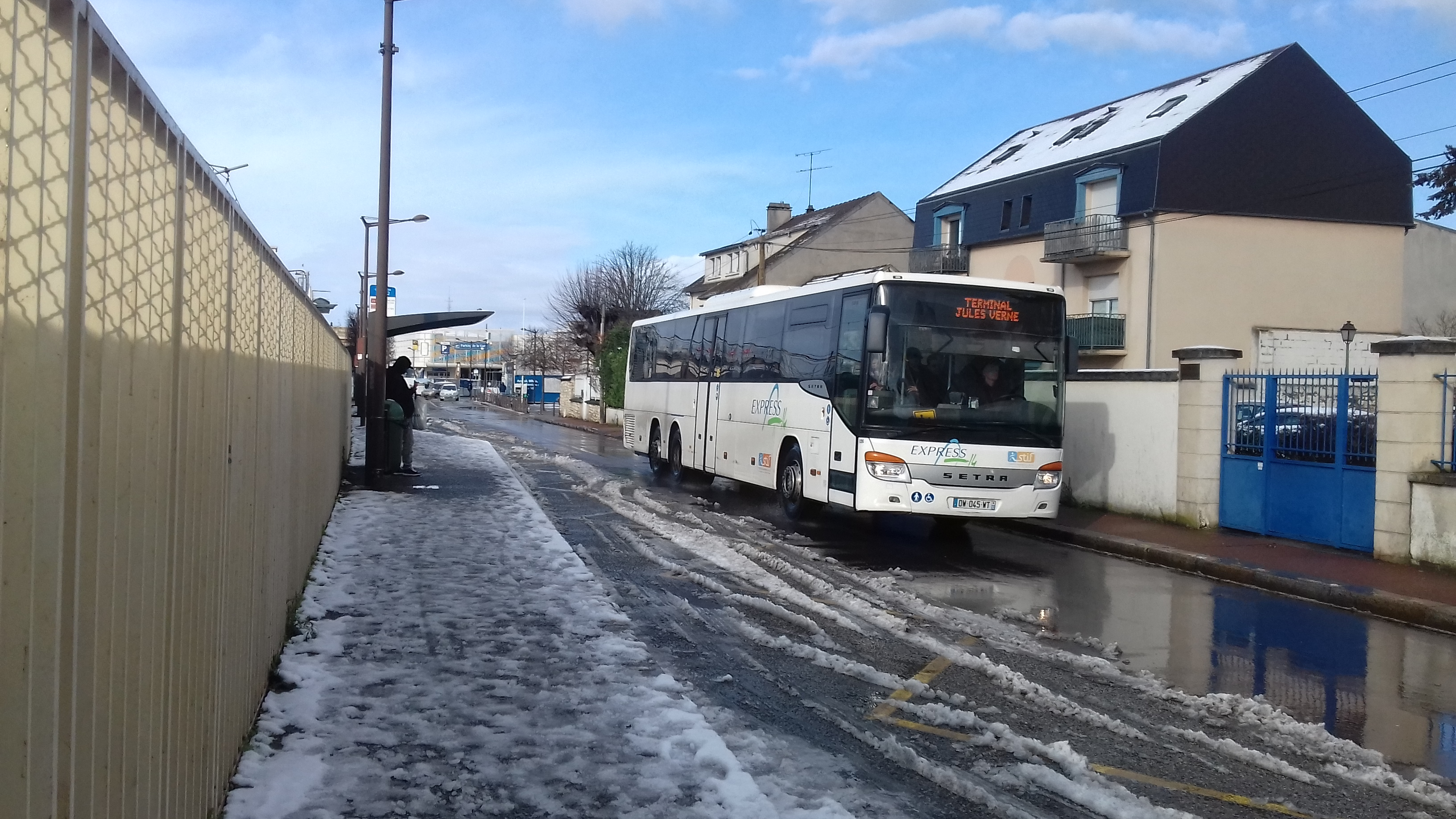
Keolis Delion Setra S 417 UL n°036 à Mantes La Jolie en ancienne livrée Express A14
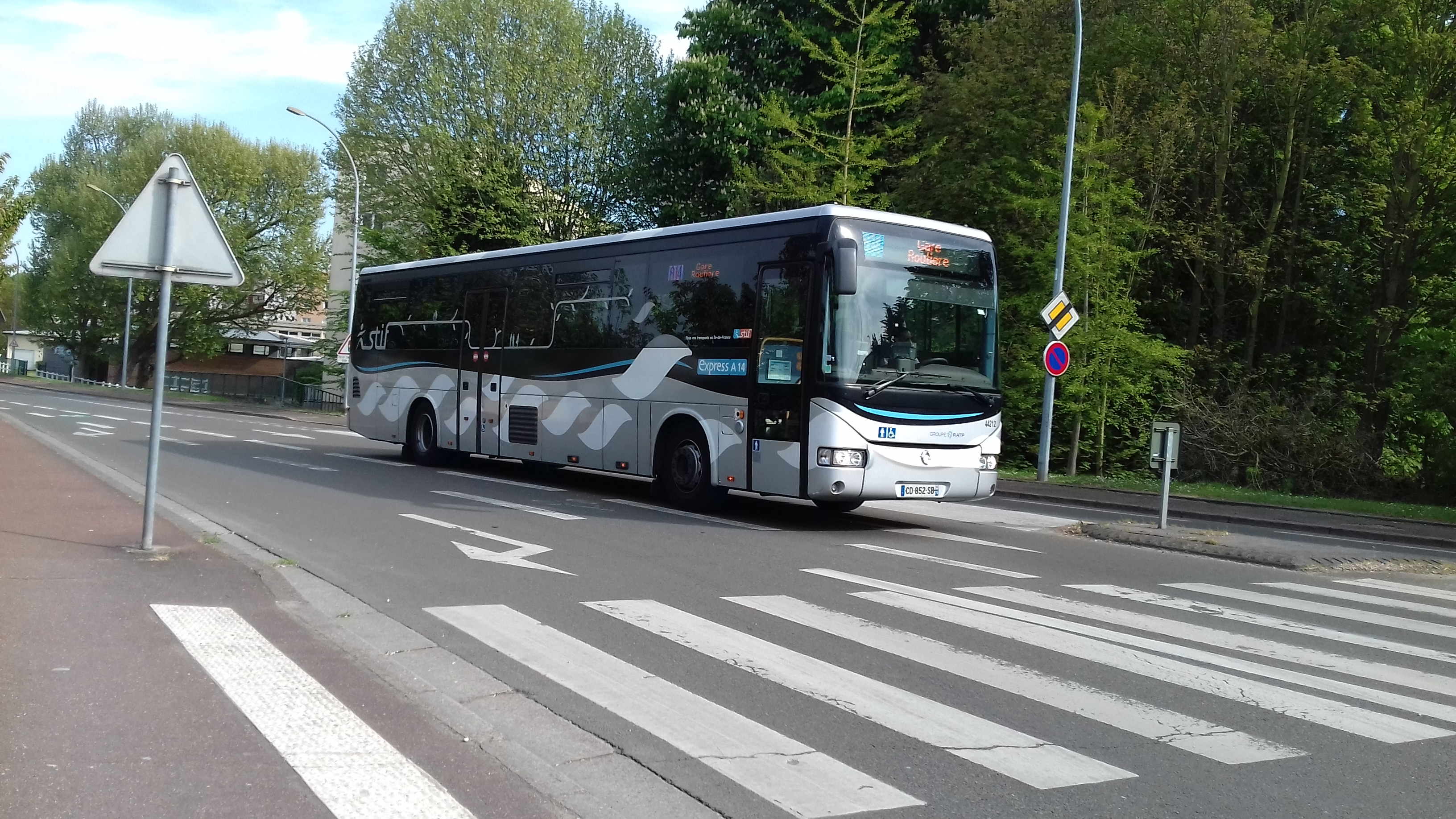
(Groupe RATP) Stile Irisbus Crossway n°44212 aux Mureaux.
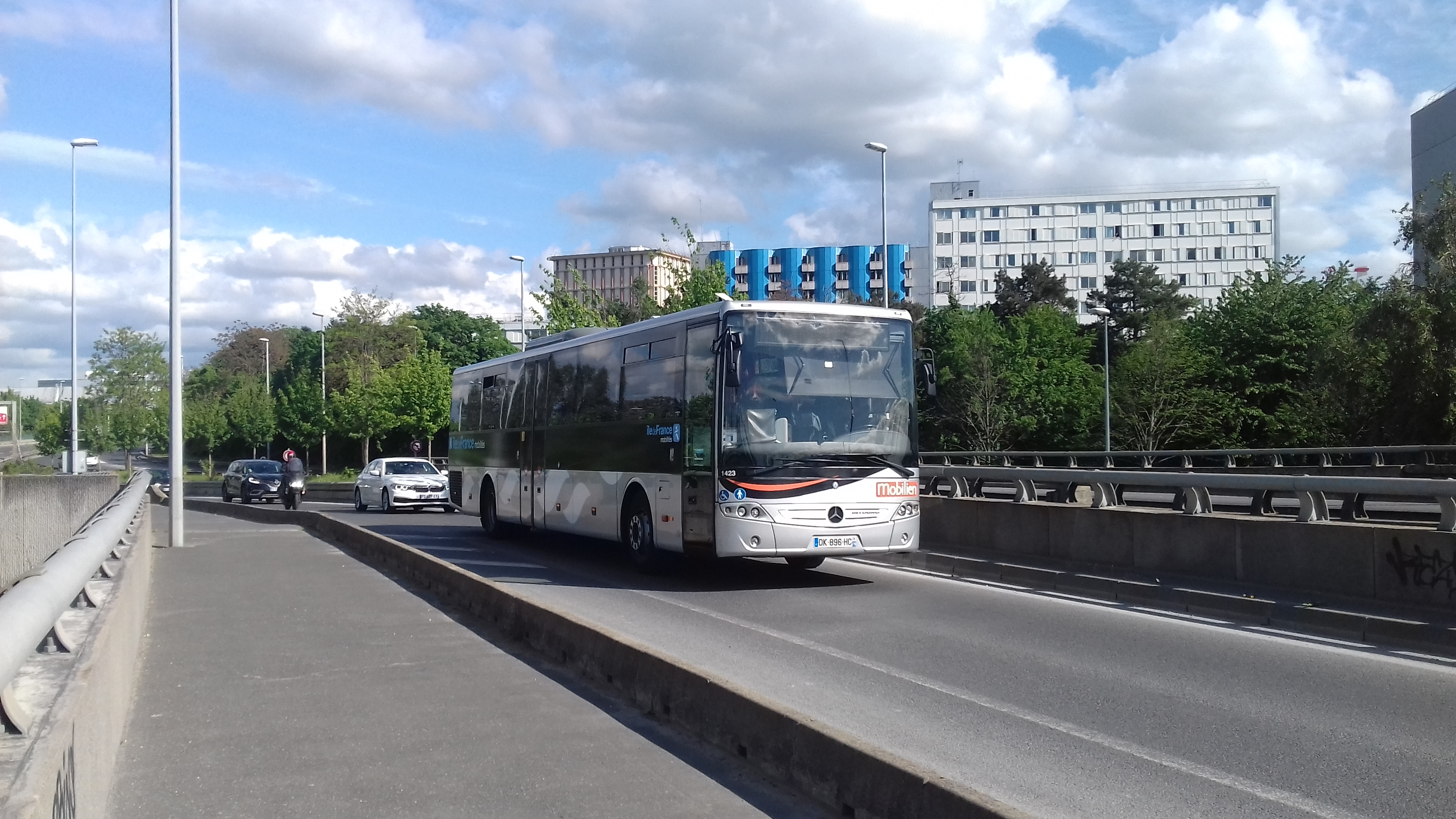
Transdev Autocars Tourneux Mercedes Intouro n°1423 à Nanterre.
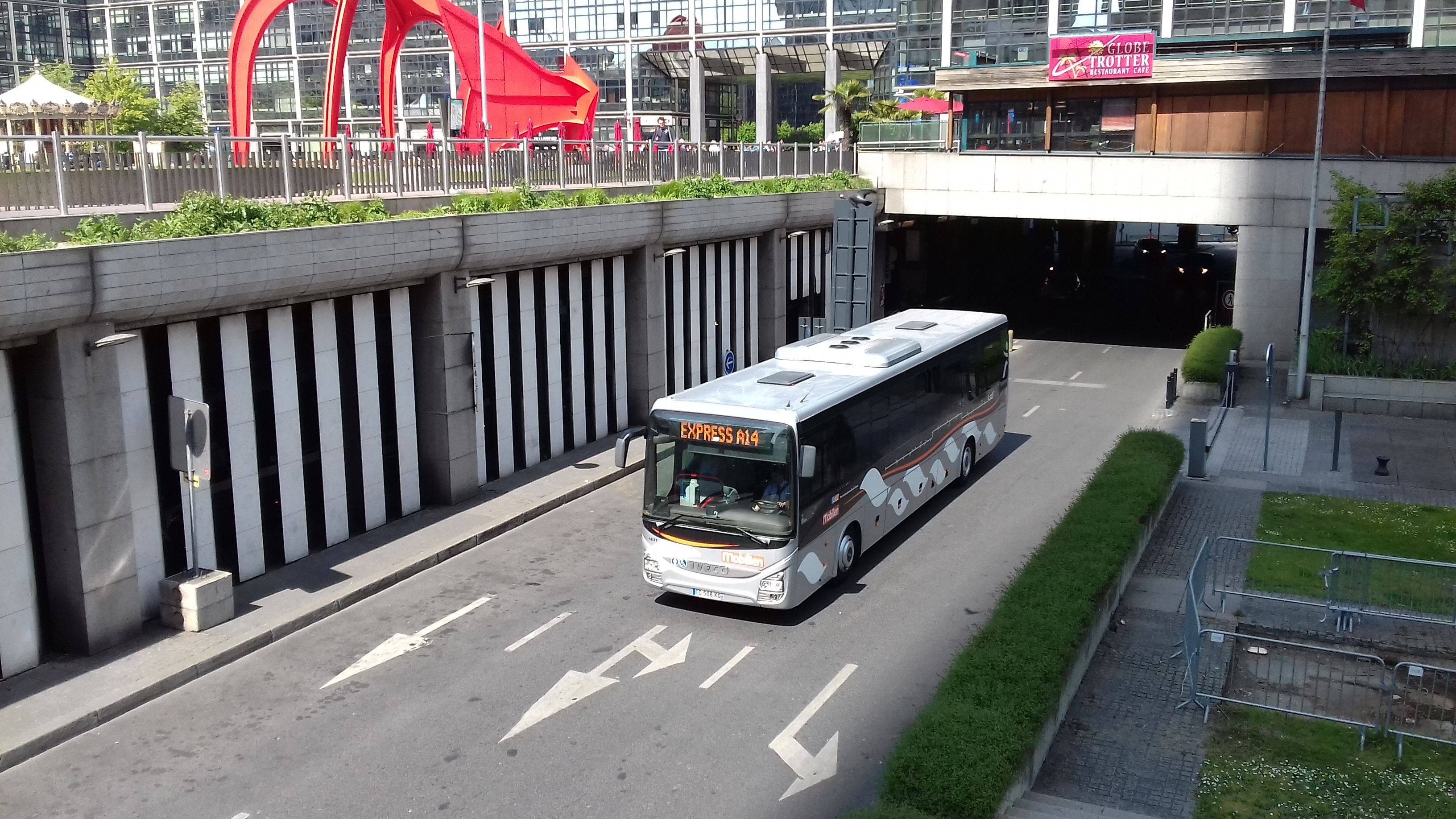
Transdev Houdan Iveco Crossway Pro n°1631 à La Défense.
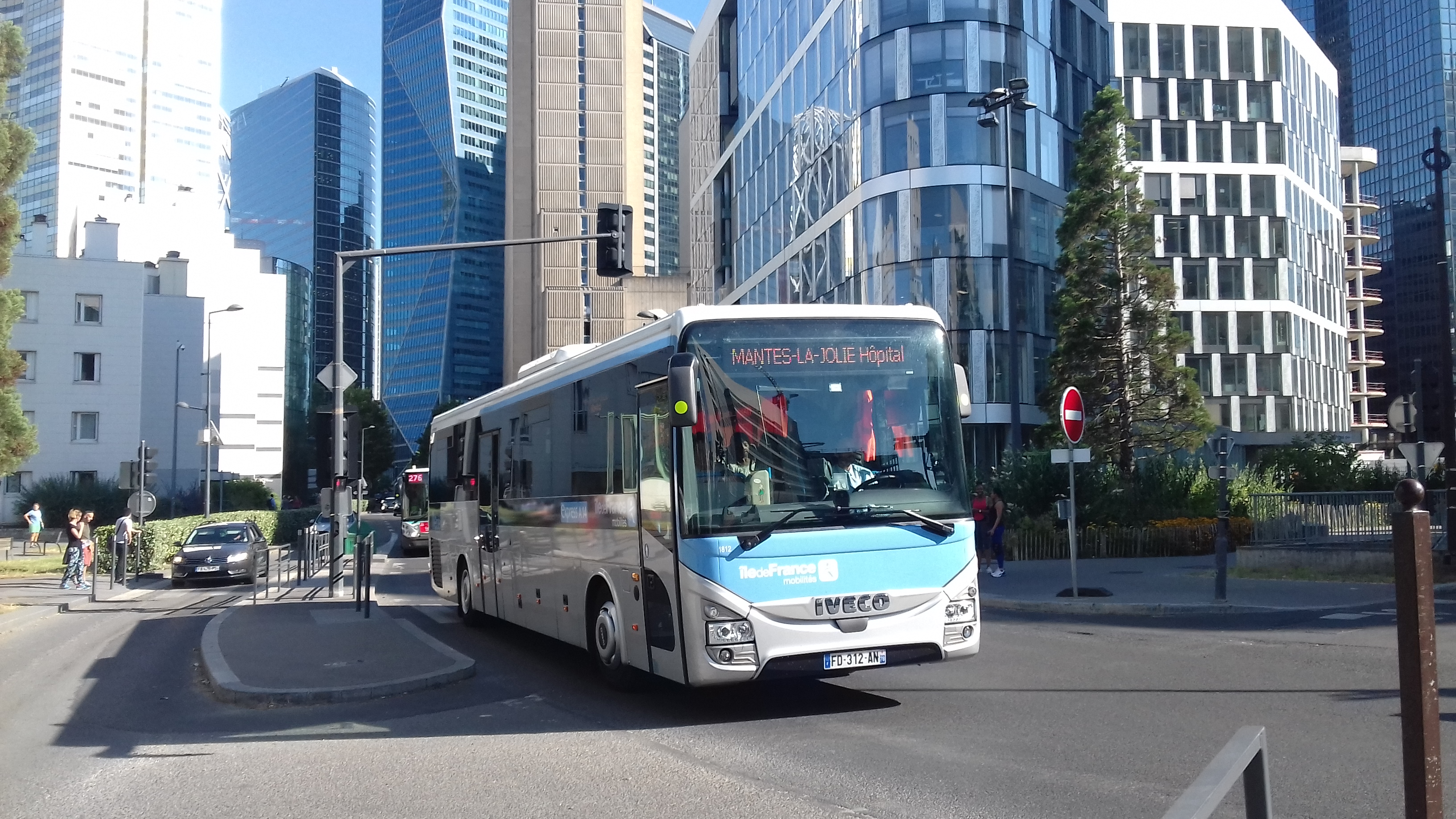
Keolis Delion Iveco Crossway Line n°1812 à Courbevoie.

## Lignes Express

### Énumération
En janvier 2021, 78 lignes de bus sont labellisées « lignes express ». Elles sont toutes répertoriées sur le plan régional des transports d'Île-de-France ainsi que dans le référentiel des lignes de transport en commun d’île-de-France produit par Île-de-France Mobilités à quelques exceptions près. La liste classée par réseaux en vigueur au 1er août 2025 figure ci-dessous :
- réseau Brie et 2 Morin : 01, 17, 62 et 67 ;
- réseau Centre et Sud Yvelines : 7806, 7810, 7811, 7812 et 7817 ;
- réseau Cœur d'Essonne : 9114, 9115 et 9118 ;

- réseau Essonne Sud Ouest : 9102, 9103 ;
- réseau Évry Centre Essonne : 9112 ;
- réseau Haut Val-d'Oise : 100 Persan et 95-18 ;
- réseau Île-de-France Ouest : 7802, 7803, 7804, 7805, 7807, 7808, 7815, 7816, 7818 et 9111 ;
- réseau Mantois : Express A14 Bonnières
- réseau Marne et Brie : Express 19, Express 100 Chelles ;
- réseau Marne et Seine : Express 100 Torcy-Créteil ;
- réseau Meaux et Ourcq : 02, 18, 20 et 69 ;
- réseau Paris-Saclay : 60, 91-05, 91-06 et 91-08 ;
- réseau Pays Briard : 7716 ;
- réseau Pays de Montereau : Express 46 ;
- réseau Poissy - Les Mureaux : X409, X419, Express 100, Express A14 Les Mureaux et Express A14 Verneuil ;
- réseau Provinois - Brie et Seine : 7704, 7705 et 7707 ;
- réseau Roissy Ouest : Express 93 ;
- réseau Saint-Germain Boucles de Seine : Express 1 et Express A14 Chambourcy ;
- réseau Sénart : 3702 et 7715 ;
- réseau Terres d'Envol : 702 ;
- réseau Vallée du Loing - Nemours : Express 34 ;
- réseau Val d'Yerres Val de Seine : 9101 ;
- réseau Val Parisis : 95.03A, 95.03B, 9519, 95.20  et 95-29 ;
- réseau Vexin : 95-04.

Les lignes suivantes figurent comme « Express » uniquement sur le plan régional des transports d'Île-de-France :
- réseau Brie et 2 Morin : 56 ;
- réseau Centre et Sud Yvelines : 5367 ;
- réseau Essonne Sud Ouest : 4413  ;
- réseau Île-de-France Ouest : 5154 ;
- réseau Mantois : Express A14 Mantes ;
- réseau Paris-Saclay : 4602 ;
- réseau Pays Briard : 3121 ;
- réseau RATP : 216, 221, 252, 276, 291, 292, 299, 350, 351 et RoissyBus ;
- réseau Sénart : 3754 et 3755 ;
- réseau Val d'Yerres Val de Seine : 4121 et 4122 .

Les lignes suivantes figurent comme « Express » uniquement dans le référentiel des lignes de transport en commun d'Île-de-France :
- navettes Disneyland Magical Shuttle : CDG et ORY.

### Identité visuelle

Logo des lignes Express
Logo des lignes Express A14
Ancien logo des lignes Express A14

## Projet Cars Express
Le 30 novembre 2023, la région Île-de-France annonce la création d'ici 2030 d'un réseau de 45 lignes de « Cars Express », dont 13 qui entreront en service dès 2024 et neuf lignes qui constitueront des améliorations des dessertes existantes.
La mise en service des lignes est divisée en deux phases, la première phase entre 2024 et 2026 pour les 25 lignes jugées prioritaires avec une forte opportunités et la seconde phase entre 2027 et 2030 concernant les 29 lignes nécessitants des voies réservées ou la mise en place de certaines lignes du Grand Paris Express.

### Phase 1

#### Lignes nouvelles
- Ligne Argenteuil - Cergy
- Ligne Soisy-sous-Montmorency - Aéroport Charles de Gaulle
- Ligne Plaisir - Maurepas
- Ligne Milly-la-Forêt - Évry-Courcouronnes
- Ligne Rungis - Corbeil-Essonnes
  - Mise en service le 6 janvier 2025 sous le numéro 9112[11],[12].
- Ligne Brie-Comte-Robert - Noisy-le-Grand
- Ligne Argenteuil - Aéroport Charles de Gaulle
- Ligne Verneuil l'Etang - Créteil
- Ligne Maule - Pont de Sèvres
- Ligne Montmorency - Cergy
- Ligne Les Ulis - Pont de Sèvres
- Ligne Rozay-en-Brie - Noisy Champs
- Ligne Fontainebleau - Évry-Courcouronnes

#### Lignes modifiées
- Ligne Montigny-le-Bretonneux - Vélizy
  - La ligne 7807 (ex-307) abandonne sa desserte de Buc et de la gare de Versailles chantiers pour bénéficier d'un temps de trajet plus court à partir du 6 janvier 2025[13]
- Ligne Avrainville - Villejuif
- Ligne Plaisir - Saint Cloud
  - La ligne 7815 (ex-15) dessert désormais 2 nouveaux arrêts « Jacques Monod » et « Les Grands Jardins » à Plaisir à partir du 6 janvier 2025[13]. Elle bénéficie également de nouvelles courses à raison d'un départ toutes les 30 minutes en direction de Saint-Cloud le matin, et de Plaisir le soir.
- Ligne Orsay - Évry-Courcouronnes
  - La ligne 91.05 change d'itinéraire pour desservir Orsay le 3 juin 2024[14]

#### Lignes renforcées
- Ligne Cergy - Mantes
  - La ligne 7808 (ex-80) voit la suppression de sa desserte vers Libération et profite d'une amplitude horaire élargie à partir du 6 janvier 2025[13]
- Ligne Nemours - Melun
- Ligne La Ferté-sous-Jouarre - Aéroport Charles de Gaulle
- Ligne Bonnières - La Défense
  - La ligne est renforcée à raison d'un aller-retour supplémentaire du lundi au vendredi depuis le 2 Septembre 2024[15].

- Ligne Meaux - Chessy
- Ligne Lieusaint - Évry-Courcouronnes
  - La ligne 7715 (ex-50) voit son temps de trajet raccourci avec la suppression de certains arrêts (notamment situés dans Corbeil-Essonnes et Savigny-le-Temple) et est renforcée en semaine avec en plus l'ajout d'un service le dimanche à partir du 6 janvier 2025[16]
  - L'offre est également renforcée avec la création d'une nouvelle ligne effectuant la même liaison mais avec un itinéraire un peu plus local, la ligne 3703[16]
- Ligne Les Mureaux - Versailles
- Ligne Montigny-le-Bretonneux - Nanterre
  - La ligne 7803 (ex-503) est prolongée jusqu'à la préfecture de Nanterre avec en plus une amplitude horaire élargie et l'ajout de cinq allers-retours supplémentaires à partir du 6 janvier 2025[13]

### Phase 2

#### Lignes nouvelles
- Ligne Argenteuil - Nanterre
- Ligne Bussy-Saint-Georges - Aéroport Charles de Gaulle
- Ligne Lagny - Aéroport Charles de Gaulle
- Ligne Lagny - Noisy-le-Grand
- Ligne Sainte-Geneviève-des-Bois - Évry-Courcouronnes
- Ligne Sainte-Geneviève-des-Bois - Aéroport d'Orly
- Ligne Villabé - Aéroport d'Orly
- Ligne Évry-Courcouronnes - Avrainville
- Ligne Étampes - Fontainebleau
- Ligne Étampes - Massy
- Ligne Rambouillet - Orsay - Gif-sur-Yvette
- Ligne Coulommiers - Noisy-Champs
- Ligne Vélizy - Aéroport d'Orly
- Ligne Houdan - Montigny-le-Bretonneux
- Ligne Sevran - Meaux
- Ligne Saint Pathus - Aéroport Charles de Gaulle
- Ligne Thoiry - La Défense
- Ligne Senlis - Aéroport Charles de Gaulle
- Ligne Cergy - Bezon
- Ligne Bouafle - La Défense
- Ligne Saint Denis - Cergy
- Ligne Bréval - La Défense
  - Prémière ligne nouvelle mis en service le 2 septembre 2024, elle porte le numéro 7825[17]
- Ligne Ballancourt - Évry-Courcouronnes
- Ligne L'Isle-Adam - Aéroport Charles de Gaulle
- Ligne Vigneux - Carré Sénart

#### Lignes modifiées
- Ligne Dourdan - Orsay
- Ligne Aéroport Charles de Gaulle - Meaux

#### Lignes renforcées
- Ligne Dourdan - Massy

## Tarification et financement
La tarification des lignes d'autobus d'Île-de-France est unifiée et accessible avec les mêmes abonnements. Un ticket « bus-tram », qui remplace le ticket t+ au 1er janvier 2025, permet un trajet simple quelle que soit la distance, avec une ou plusieurs correspondances possibles avec les autres lignes de bus et de tramway pendant une durée maximale de 1 h 30 entre la première et dernière validation. En revanche, un ticket validé dans un bus ne permet pas d'emprunter le métro, ni le Transilien et le RER. Les lignes Orlybus et Roissybus, assurant de façon directe les dessertes aéroportuaires via autoroute, disposent d'une tarification spécifique mais sont accessibles avec les abonnements habituels.
Les tarifs des billets et abonnements dont le montant est limité par décision politique ne couvrent pas les frais réels de transport. Le manque à gagner est compensé par l'autorité organisatrice, Île-de-France Mobilités, présidée depuis 2005 par le président du conseil régional d'Île-de-France et composé d'élus locaux. Elle définit les conditions générales d'exploitation ainsi que la durée et la fréquence des services. L'équilibre financier du fonctionnement est assuré par une dotation globale annuelle aux transporteurs de la région grâce au versement mobilité payé par les entreprises et aux contributions des collectivités publiques.

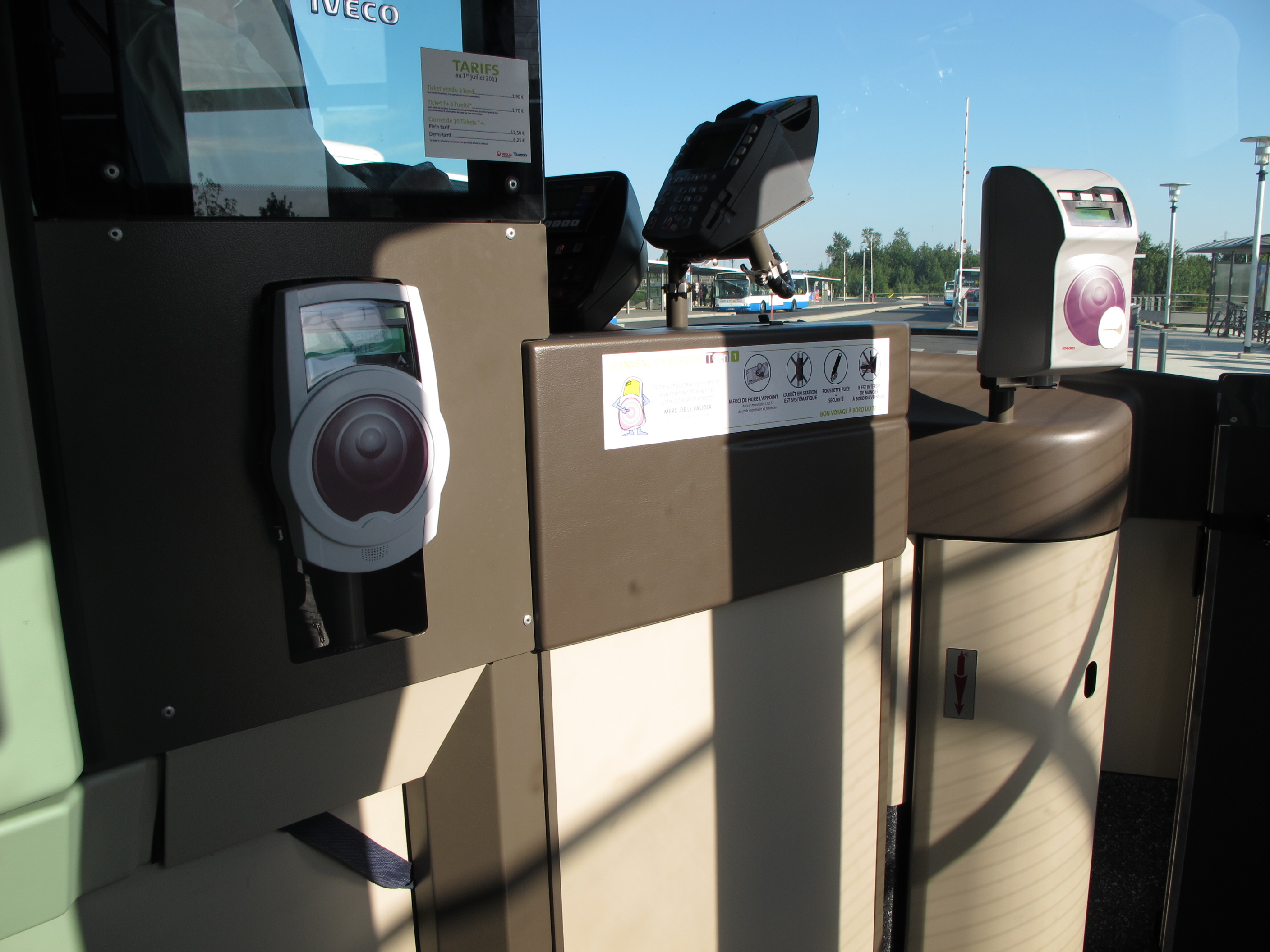
Validateurs pour passes Navigo (à gauche) et pour tickets carton (à droite) présents dans les bus et tramway.

Les lignes Express A14 étaient soumises à une tarification spéciale dite « Longue distance » nécessitant de valider deux tickets t+ jusqu'au 1er janvier 2025.